# باكارد بيل
باكارد بيل (بالإنجليزية: Packard Bell)‏ هي شركة تابعة لشركة أيسر ومقرها تايوان. وهو الاسم الذي تم استخدامه من قبل اثنين من مختلف شركات الإلكترونيات الاستهلاكية. وكان أول صانع الإذاعة الأمريكية التي تأسست في عام 1926، الذي أصبح في وقت لاحق متعهد الدفاع والشركة المصنعة للإلكترونيات الاستهلاكية الأخرى، مثل أجهزة التلفزيون. اكتسبت تيليدين الأعمال في عام 1978. في عام 1986، اشترى المستثمرون اسم الشركة المصنعة للكمبيوتر الشخصي التي شكلت حديثا. أصلا الشركة المنتجة أجهزة الكمبيوتر الخصم في الولايات المتحدة وكندا، وأصبح في وقت لاحق الشركة الرائدة في السوق الأوروبية. أخذت اللجنة الوطنية للانتخابات على مر في أواخر 1990s. حصلت شركة أيسر التايوانية في 2008 [3].
على الرغم من تشابه الأسماء بينهما، لم يكن هناك أي اتصال بين الشركات باكارد بيل الأصلي أو في وقت لاحق وهيوليت باكارد

## تصنيع الالكترونيات
تأسست باكارد بيل في عام 1926 في لوس انجليس ليون س باكارد بيل وهربرت ألف كصانع أجهزة الراديو المستهلك. انه عثر في وقت لاحق النجاح في صناعة الإلكترونيات العسكرية وسوق التلفزيون. أنها صنعت أيضا بعض من أقدم أجهزة الكمبيوتر، وأشهرها، وصدر في الجريدة الرسمية، 250 عام 1961، كان أحد المستخدمين الأخير من خطوط التأخير كما المغنطيسي جزء من ذاكرتها. كما أن الجهاز الأخير إلى أن تستند جزئيا على التصاميم الأصلية ل آلان تورنغ من القروض المتعثرة التجريبية الكمبيوتر الاستشارية.

## الراعي
من 1996 حتى 2000، عندما تولى Strongbow العقد، باكارد بيل برعاية نادي ليدز يونايتد الإنكليزي لكرة القدم.
لعام 2009، اسم باكارد بيل يمكن رؤيتها على racebike فيات ياماها للدراجات النارية من فالنتينو روسي بطل العالم في إيطاليا. كما انخفض باكارد بيل رعايتهما من فريق فني الرياضة الإلكترونية، 4Kings، ولكن التقطت انرون فريق من أمريكا الشمالية.

## وصلات داخليه
الرياضة الإلكترونية

## وصلات خارجية
الموقع الرسمي